# Asparagus asiaticus
Asparagus asiaticus — вид рослин із родини холодкових (Asparagaceae).

## Біоморфологічна характеристика
Головне стебло тонке, ± кругле в перерізі, зелене, голе, лозоподібне; основні колючки невеликі; гілки довгі, тонкі; кладодії шилоподібні, жорсткі, висхідні, 6–13 мм, 3–12 в скупченні; квітки пазушні; оцвітина дзвонова, 3 мм завдовжки; сегменти довгасті, тупі, розлогі горизонтально; тичинки майже такі ж, як і сегменти оцвітини; ягода куляста, ≈4 мм у діаметрі, 1-насінна.

## Середовище проживання
Ендемік Індії.